# Зона преступности
«Зона преступности» (англ. City of Industry) — кинофильм, боевик режиссёра Джона Ирвина.

## Сюжет
Братья Рой и Ли Иган задумывают ограбление ювелирного магазина в Палм-Спрингс. Для этого они привлекают ещё двоих: расчётливого Хорхе Монтану и отчаянного Скипа Ковича.
Но, планируя операцию и меры безопасности, они не учли, что жадность, подкреплённая хладнокровной жестокостью, может стать их главным врагом в этом деле.
Более опытные и старшие по возрасту братья Иган, вместе с Хорхе Монтана, взяли на себя основную задачу, а молодой и неуёмно энергичный Скип Кович должен был обеспечить их транспортировку на своей машине. Ограбление проходит успешно и в руках у преступников оказываются ювелирные изделия стоимостью в несколько миллионов долларов. Остаётся лишь разделить добычу между участниками операции. Скип Кович понемногу начинает догадываться, что его доля окажется самой маленькой. У него возникает желание прибрать к рукам всю добычу. Дождавшись удобного момента, он расстреливает Ли Игана и Хорхе Монтану. Однако, Рою Игану удаётся сбежать. Скип забирает добычу и скрывается с места преступления.
Оправившись от шока и лёгкого ранения, Рой Иган пытается выйти на след неизвестно где скрывающегося Скипа. Скип, между тем, пытается выяснить местонахождение Роя. Между Роем и Скипом начинается «игра в кошку и мышку» в ходе которой они, с помощью своих сообщников, охотятся друг за другом. Наконец, происходит развязка, в ходе которой один из них убивает другого. Деньги достаются тому из них, кто оказывается чуть менее жестоким.

## В ролях
- Харви Кейтель — Рой Иган
- Стивен Дорфф — Скип Кович
- Тимоти Хаттон — Ли Иган
- Фамке Янссен — Рэйчел Монтана
- Майкл Джей Уайт — Одел Уильямс
- Люси Лью — Кети Роуз
- Франсуа Шо — дядя Люк
- Уэйд Домингес — Хорхе Монтана
- Рено Уилсон — Кешон Браун
- Эллиотт Гулд — Харви
- Дэна Барон — Джина
- Тамара Клеттербак — Санни
- Брайан Брофи — Бакус